# 32-es busz (Veszprém)
A veszprémi 32-es jelzésű autóbusz Veszprém munkásjáratainak egyike volt. Fő célpontja az Iparváros városrészben található Continental és Valeo gyár volt. Nagy forgalommal bírt, napi kb. 2000-en utaztak a vonalon. 
A Valeo és Continental dolgozóit a Cholnoky lakótelepről szállította, miközben végighaladt a Haszkovó lakótelepen, az Újtelep keleti felén és a Házgyári úton. A dolgozók szállításában segítségére voltak a 3-as, a 34-es és a 35-ös autóbuszok, melyek a város más részéről érkeztek a gyárakhoz a nap 3 időszakában, reggel, délután és este.

## Autóbuszok
A 32-es vonalon jellemzően alacsonypadlós autóbuszok közlekedtek, az utasok kizárólag az 5:15-ös és 13:15-ös járaton találkozhattak Ikarus 280-nal. A munkába és iskolába igyekvők Neoplan-nal, MAN-nel, Volvo-val és Scania-val utazhattak.

## Megállóhelyei
| 0  | 0  | Cholnoky forduló végállomás | 20 | 5, 7, 8, 10, 11                 |
| 1  | 1  | Hérics utca                 | 19 | 5, 7, 8, 10, 11                 |
| 2  | 2  | Lóczy Lajos utca            | 18 | 5, 7, 8, 10, 11                 |
| 3  | 3  | Cholnoky Jenő utca          | 17 | 5, 7, 8, 10                     |
| 4  | 4  | Vilonyai utca               | 16 | 5, 8, 10, 11                    |
| 5  | 5  | Budapest utca               | 15 | 5, 6, 8, 11                     |
| 6  | 6  | Fecske utca                 | 14 | 11, 13                          |
| 7  | 7  | Őrház utca                  | 13 | 3, 11, 13                       |
| 9  | 9  | Haszkovó utca               | 11 | 3, 4, 7, 11, 35                 |
| 10 | 10 | Laktanya                    | 10 | 1, 2, 3, 4, 6, 7, 8, 11, 35     |
| 11 | 11 | Aulich Lajos utca           | ∫  | 1, 2, 4, 11, 35 Helyközi buszok |
| 12 | 12 | Jutaspuszta elágazás        | 8  | 1, 35                           |
| 13 | 13 | Komfort                     | 7  | 1, 35 Helyközi buszok           |
| 14 | 14 | AGROKER                     | ∫  | 1, 35                           |
| 15 | 15 | Posta Garázs                | 6  | 1, 35                           |
| 16 | 16 | Házgyár                     | 5  | 3, 34, 35 Helyközi buszok       |
| 18 | ∫  | Valeo                       | 3  | 3, 34, 35 Helyközi buszok       |
| 20 | 17 | Bakony Művek                | 1  | 3, 34, 35 Helyközi buszok       |
| 21 | 18 | Csererdő végállomás         | 0  | 3, 34, 35                       |